# L'Homme de la rue (Delvaux)
Pour les articles homonymes, voir L'Homme de la rue.
L'Homme de la rue est un tableau réalisé par le peintre belge Paul Delvaux en janvier 1940. De format horizontal, cette huile sur toile surréaliste représente différentes figures dans un paysage, avec au centre au premier plan une jeune femme nue coiffée de lierre. Le seul personnage vêtu, un homme lit le journal devant un temple antique, sur la gauche de la composition. L'œuvre est conservée à La Boverie, à Liège.